# Flottabilité du bois
La flottabilité du bois, fonction de sa densité, a été envisagé dans différents domaines :
- la marine en bois ;
- le flottage du bois[1],[2] ;
- la dérive des bois sur les rivières (bois de grève, débris) (large woody debris[3], in-stream large wood[4]) ;
- les bois de grèves[5] ;
- la détermination de la densité de différents bois (balance hydrostatique).

Les bois qui ne peuvent se tenir à flot sont / éraient appelés « bois fondrier  » ou « bois canard ».

## Généralités
Du principe d'Archimède on peut déduire que, parmi des objets complètement immergés de masses égales, les objets de plus grand volume ont une plus grande flottabilité. La flottabilité est différente selon la masse volumique et donc la densité du corps immergé. Le sapin flotte mieux que le chêne. De manière générale les conifères flottent mieux que les feuillus, et les bois tendres que les bois durs.
L'eau douce ayant une masse volumique plus faible que l'eau salée, la poussée d'Archimède est plus forte en mer qu'en eau douce.
Un bois a une humidité naturelle variable dans l'année et qui va être progressivement perdue après abattage. Dans un bois vert, cette humidité vient grosso modo doubler la masse sèche du bois constituée essentiellement de cellulose, lignine et hémicellulose. Immergé dans l'eau le bois va se gorger d'eau (bois imbibé), qui ajoute encore à la masse du bois. Certains bois qui au départ sont flottants, deviennent fondriers après un séjour prolongé dans l'eau.
La flottabilité des grumes est régie par certains facteurs dont la nature exacte a dû être précisée début XXe siècle devant le constat de la perte importante de billes coulées au fond de l'eau lors du transport par flottage ; et fin XXe siècle lorsque la dérive des bois sur les rivières sera étudiée. En ce qui concerne le flottage, la réduction de la densité brute des bois fondriers par séchage s'est avérée efficace pour prolonger leur période de flottabilité des grumes sur celle des bois verts. 

## Marine en bois
Les bois étaient dits « flottants » ou « fondriers » selon qu'ils avaient d'eux-mêmes la propriété de se tenir sur l'eau ou celle de couler au fond, selon que leur pesanteur spécifique ou densité était moindre ou plus grande, à volume égal, que celle de l'eau. Ainsi, celle-ci étant exprimée par 1, Bonnefoux donne la densité de différents bois : 
- le gaïac : 1,33 ;
- le tronc du chêne : 1,17 ;
- le hêtre : 0,85 ;
- le frêne : 0,84 ;
- l'orme et le noyer : 0,67 ;
- le saule : 0,58 ;
- le sapin (suivant les espèces) : de 0,55 à 0,49 ;
- le peuplier (suivant les espèces) : de 0,52 à 0,38[8], etc.

Mis à l'eau, d'après Fréminville, rapidement, le poids de la coque s'accroit de l'ordre de 10 % par rapport au poids initial, celui de la charpente au moment du lancement alors que les bois sont parfaitement secs.
Les marines européennes du XVIe au XXe siècle vont employer le chêne de préférence. Dans la marine hollandaise, du temps de Nicolaes Witsen le pin était également utilisé pour la coque des navires de commerce ; plus léger que le chêne, les navires fabriqués dans ce matériau étaient plus haut sur l'eau, ce qui leur permettait d'emporter aussi plus de chargement; le bois de pin était plus difficile à cintrer. Il n'était pas assez résistant pour autoriser son utilisation dans les navires de guerre, à l'extérieur comme à l'intérieur, où sur tout autre navire exposé aux chocs.

## Flottage du bois
En termes marchand les bois canards sont ceux qui, étant jetés à bûches perdues (les bois ne sont pas brélés ensemble, ils sont jetés dans la rivière tels quels) dans un canal, dans une rivière, allaient au fond de l'eau, ou s'arrêtaient sur les bords. Dans le flottage en brelle, les pièces susceptibles de couler étaient brêlées à des pièces de densité moindre, ou couplées à des flotteurs, anciennement des tonneaux vides.
La flottabilité des grumes est régie par certains facteurs dont la nature exacte a dû être précisée au Canada début XXe siècle devant le constat de la perte importante de billes coulées au fond de l'eau. L'importance économique du problème a été soulignée par la Canadian Pulp and Paper Association vers 1930 : environ 200 000 cordes de billes de bois à pâte, représentant environ 5 % de la coupe totale, auraient été perdues chaque année dans les rivières et les lacs du Canada. Les opérateurs individuels dans la classe des bois de sciage estimaient leurs pertes annuelles par immersion à 2 % jusqu'à 10 % pour les résineux et à 5 % jusqu'à 25 % pour les feuillus (toutefois peu de bois durs étaient convoyés par flottage). Les billes de bois à pâte étaient plus petites et restaient généralement dans l'eau plus longtemps que celles destinées à la scierie. Pour ces deux raisons, le pourcentage de pertes par immersion était légèrement plus élevé pour le bois à pâte que pour les grumes de sciage. Si, toutefois, les grumes de sciage de feuillus étaient flottées, cette proportion aurait probablement été inversée. Le fait que les grumes de feuillus n'ont pas été flottées plus pleinement est dû en grande partie à leur faible flottabilité. Dans l'industrie de la pâte à papier, il a été reconnu que le bouleau pouvait s'avérer une des espèces les plus appropriées pour la pâte de bois, et le problème de son acheminement en toute sécurité vers l'usine a reçu une attention particulière. 
L'étude a été menée par l'Université McGill et le Forest Products Laboratory du Canada, tous deux membres de l'Association et a porté sur une sélection arbitraire de facteurs pouvant affecter la flottabilité des grumes, et surtout sur le degré de contrôle de ces facteurs dans la mise en place de mesures pratiques pour réduire les pertes par coulage. Ces facteurs étaient entre autres la longueur des billes, le traitement avant et après abattage, les méthodes de coupe, la période de l'année où le bois est coupé, l'écorçage, le séchage. L'étude a déterminé qu'une grande partie des pertes annuelles par immersion pouvaient être éliminées en ajustant correctement la période de coupe et la durée de la période de séchage. Plus précisément le bouleau, par exemple, flotte bien après avoir été soumis à un traitement de séchage très léger, et il a été suggéré provisoirement qu'une flottabilité améliorée pourrait être assurée dans les deux cas qui suivent : 
- grumes de sciage de bouleau abattues en septembre et octobre, empilement en tas lâches bien dégagés du sol; boulonnage (bolting), écorçage au printemps, rempilées pendant deux semaines, puis flottées immédiatement vers la scierie ;
- grumes de bois à pâte de bouleau abattues en juin ou juillet, décapage (stripping) d'un côté du fût, boulonnage (bolting), empilement en tas surélevés ; et flottage vers l'usine le printemps suivant.

Il faut noter que les grumes de bois à pâte peuvent rester plus longtemps empilées que les grumes de sciage sans se dégrader sérieusement. Le stockage/séchage en forêt prolongé est préjudiciable pour les grumes de sciage. Les décolorations et gerces de séchage réduisent considérablement la valeur des billes de sciage quand elles n'affecteront pas la valeur des billes de bois à pâte. On peut noter que la saisonnalité de l'abattage, qui privilégie traditionnellement l'hiver pour les grumes de sciage, sera progressivement abandonnée lorsque l'exploitation des grumes se libérera de la contrainte du flottage printanier, lorsque les premiers camions grumiers feront leur apparition.
Dans l'expérience 15 000 grumes ont été choisies, placées successivement dans des barrages et leur flottabilité mesurée à intervalle de temps. Ces billes ont été coupées et placées dans l'eau à différentes saisons de l'année; elles étaient représentatives du l'étendue des aires de répartition géographique de chaque espèce. Des relations précises entre le diamètre et flottaison et, dans le cas du bouleau blanc, entre l'âge, la saison de coupe et la flottaison ont été établies.
Le tronc au pied de l'arbre possède apparemment une meilleure flottabilité que le haut de l'arbre, et dans le transport de grumes par flottage, le haut peut donc être considéré comme le plus susceptible de couler. Les expériences avec le bouleau blanc ont montré que, entre 60 ans et 135 ans, le taux de coulage (sinkage rate) est considérablement moins élevé pour la classe d'âge la plus jeune ; les arbres les plus vieux coulent plus facilement. Il a également été suggéré que la sensibilité de la bille à la pénétration dans l'eau pouvait être mesurée en termes de défauts du bois, d'essence de bois, de lieu de peuplement, de traitement après la coupe, de croissance et de proportion d'aubier et de duramen. Par exemple, il a été provisoirement déclaré que, sur deux grumes approximativement similaires tirées de presque la même position dans l'arbre, la grume ayant le plus d'aubier coule plus rapidement, tous les autres facteurs étant égaux (cependant, l'analyse des données n'avait pas encore progressé au point où des conclusions définitives concernant l'action de ces facteurs sur la flottaison pouvaient être déduites).
L'Université McGill a ensuite étudié le mécanisme d'absorption d'eau et a déterminé au microscope la distribution de l'eau et du gaz pour différentes parties de la grume. Les études ont été réalisées sur des feuillus et sur des résineux, sur des grumes coupées à différentes saisons de l'année et sur les grumes vertes et qui étaient dans l'eau depuis des périodes variables. 
Des recherches antérieures avaient déterminé qu'il n'y a pas seulement une variation saisonnière de la quantité totale d'humidité dans l'arbre, mais qu'également il y a une variation dans la distribution de cette humidité. Dans le bouleau, par exemple, une variation plus ou moins uniforme de la teneur en eau a été observée, passant d'un maximum en mars à un minimum en août. La majeure partie de cette variation de la teneur en humidité se produit dans l'aubier extérieur, le bois de cœur restant d'humidité assez constante. Si la flottabilité d'une bille de bouleau dépend principalement de sa flottabilité initiale, on a pu déduire de cela que la grume de bouleau coupée en hiver et placée dans l'eau au printemps sera handicapée au départ par rapport à la même bûche coupée à la fin de l'été ou au début de l'automne, empilée en hiver et mise à l'eau au printemps suivant. Une pratique d'éclaircie intensive, entraînant une augmentation du taux de croissance, une diminution conséquente du nombre d'anneaux de croissance par pouce, une plus grande proportion d'aubier entraineraient donc une perte possible de flottabilité potentielle.
Une autre partie de l'étude s'est intéressée au séchage des grumes comme moyen de prolonger la flottaison. Différents degrés de séchage ont été obtenus par séchage à l'air libre et par séchage au four sur des troncs coupés d'Abies balsamea, Betula papyrifera, Picea glauca ainsi que des troncs coulés des mêmes espèces récupérées sur la rive d'un lac. Certaines grumes coupées ont été écorcées et d'autre non. Les billes ont été placées dans l'eau et des mesures effectuées à intervalle de temps. La flottabilité des billes a été exprimée en pourcentage du volume total de billes flottant au-dessus de l'eau ; valeur approximative en ce qu'elle est basée sur l'hypothèse que la grume a une forme exactement cylindrique ; elle sert cependant à indiquer les changements qui ont lieu dans la flottabilité d'une grume à flot. Les méthodes de séchage étaient plutôt approximatives mais il était possible de cette manière d'obtenir des informations d'une certaine valeur pratique. 
De cette étude il a été possible d'affirmer avec certitude que le séchage améliore à la fois la flottabilité initiale et ultérieure des grumes. On avait précédemment pensé que le séchage, bien qu'améliorant la flottabilité initiale, en augmentant la quantité de gaz présente dans une grume, pourrait rendre la grume plus sensible à la pénétration par l'eau; que jusqu'à un certain point la flottabilité serait améliorée, mais qu'au-delà ce point hypothétique, elle serait tombée en dessous de celui de grumes similaires non séchées. Dans certains cas, on a observé une légère augmentation du taux d'absorption d'eau des bûches séchées par rapport aux grumes vertes, mais en aucun cas une telle augmentation de l'absorption n'a entraîné de coulage (sinking). Le séchage a donc présenté un avantage distinct pour la flottabilité des grumes de bouleau, de sapin baumier et d'épinette. Les observations étalées sur une période de quatorze mois, ont pu être considérées comme concluantes. Il n'y a donc pas de point critique pour lesquels les grumes séchées commencent soudainement à perdre leur flottabilité, aucune tendance accrue de la grume à absorber l'eau, aucune réduction conséquente de la flottabilité en dessous de celle de la grume verte. Le séchage présente néanmoins un avantage distinct pour la flottabilité des grumes endommagées par la pourriture.
Les billes de bouleau durcies au four ont tendance à absorber l'eau plus rapidement que les billes similaires uniformément séchées, mais ce taux d'absorption d'eau ralentit progressivement jusqu'à ce qu'un état d'équilibre au moins partiel soit atteint. Le bois de cœur semble donc jouer un rôle mineur par rapport à l'aubier en tant que facteur de flottabilité des grumes. En d'autres termes, le taux de pénétration de l'eau dans l'aubier sec, quelle que soit la condition du bois de cœur, détermine en grande partie la flottabilité d'une grume. Ainsi, à certaines fins pratiques, le durcissement des grumes, c'est-à-dire leur exposition à un soleil chaud pendant une courte période de temps, pourrait s'avérer un traitement efficace du point de vue de la prévention de la submersion. Pour assurer une bonne flottabilité, il n'est pas nécessaire de recourir à des traitements de séchage prolongé.

## Dérive des bois sur les rivières

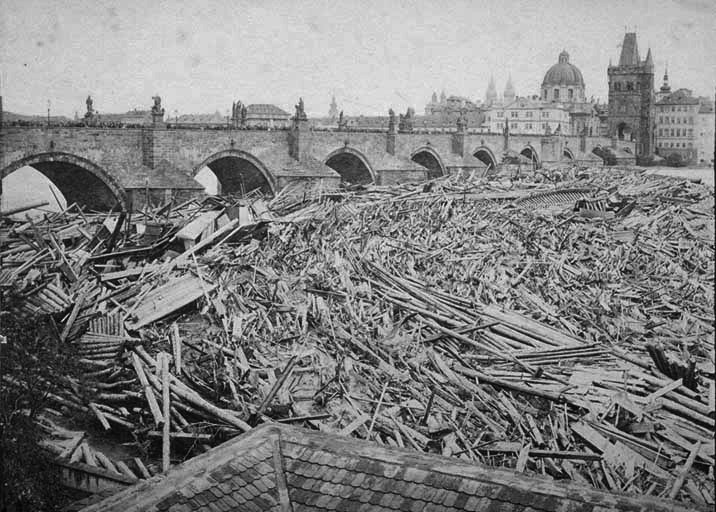
Embâcle au pont Charles à Prague. Inondation de 1872 en Bohême.

La flottabilité du bois est le principal facteur de la dynamique du bois dans les rivières. La flottabilité varie généralement avec l’espèce des arbres, la teneur en eau et les taux de décomposition des bois,.